# 小林敦 (実業家)
小林 敦（こばやし あつし、1926年2月7日 - 2000年2月12日）は、日本の経営者。ライオン社長、会長を務めた。東京都出身。3代目小林富次郎の長男。

## 経歴
1950年に慶應義塾大学法学部法科を卒業し、同年に三菱化成に入社。1953年にライオン歯磨に転じ、1958年に副社長に就任し、1967年には社長に昇格。1980年1月にライオン油脂との合併で誕生したライオン初代社長に就任し、1994年3月に会長に就任。
1986年4月に藍綬褒章を受章。
2000年2月12日肺炎のため死去。74歳没。